# 海津大崎

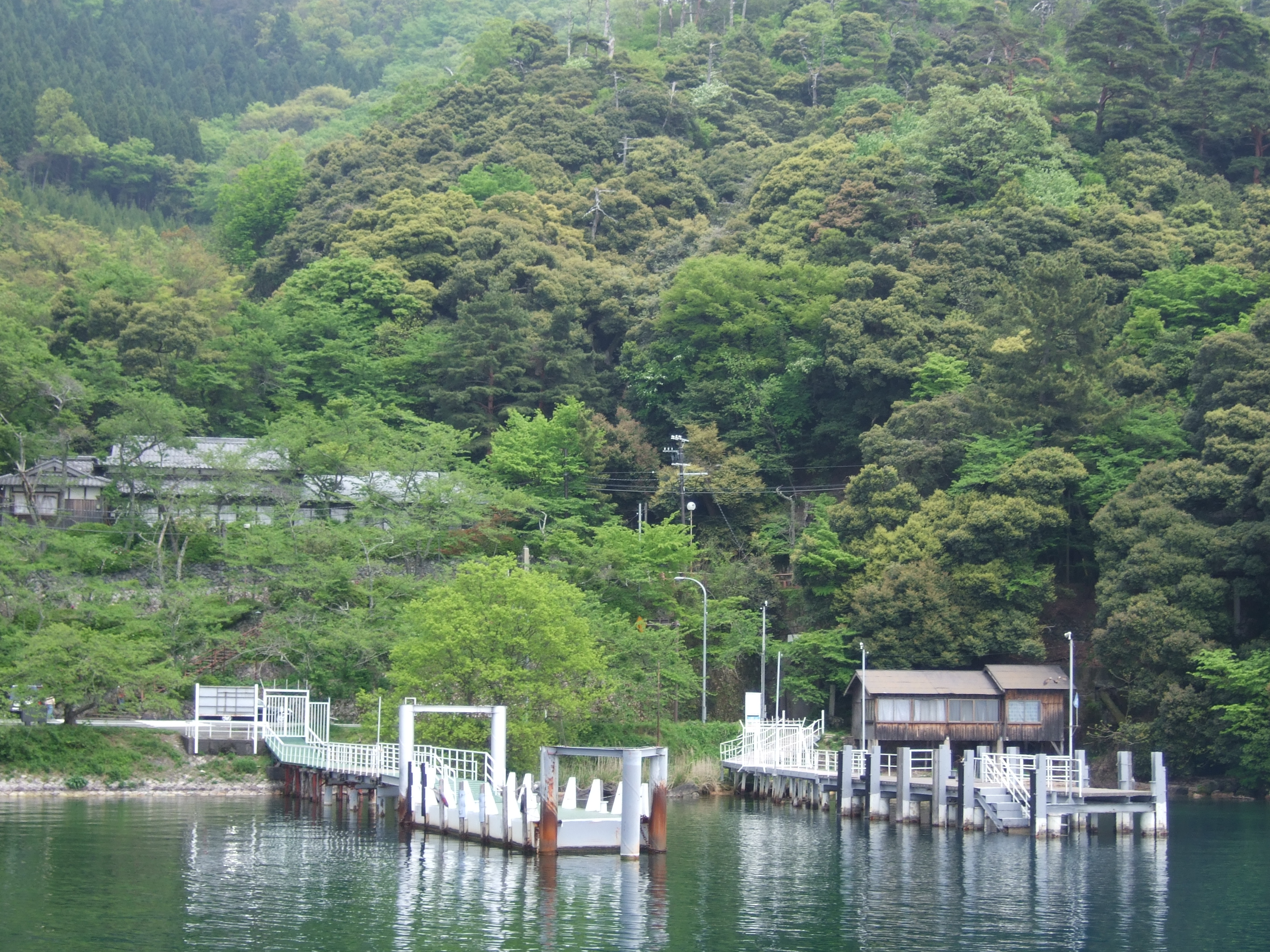
海津大崎の船着場

海津大崎（かいづおおさき）は、滋賀県高島市マキノ町海津にある、琵琶湖にせり出した岩礁地帯。琵琶湖八景の一つ。

## 概要
高島市マキノ地域を含む湖西・湖北一帯の湖岸は景勝の地として有名であるが、海津大崎の岩礁はその中でも随一の景観を誇っている。青く澄んだ静かな湖面に東山を主峰とする緑濃き山塊がどっしりとそびえる様は、比較的平坦な地形の多い琵琶湖において稀な景観を呈し、神秘的かつ猛々しい雰囲気をかもし出している。
2015年（平成27年）4月24日、「琵琶湖とその水辺景観－ 祈りと暮らしの水遺産 」の構成文化財として日本遺産に認定される。

## 海津大崎の桜

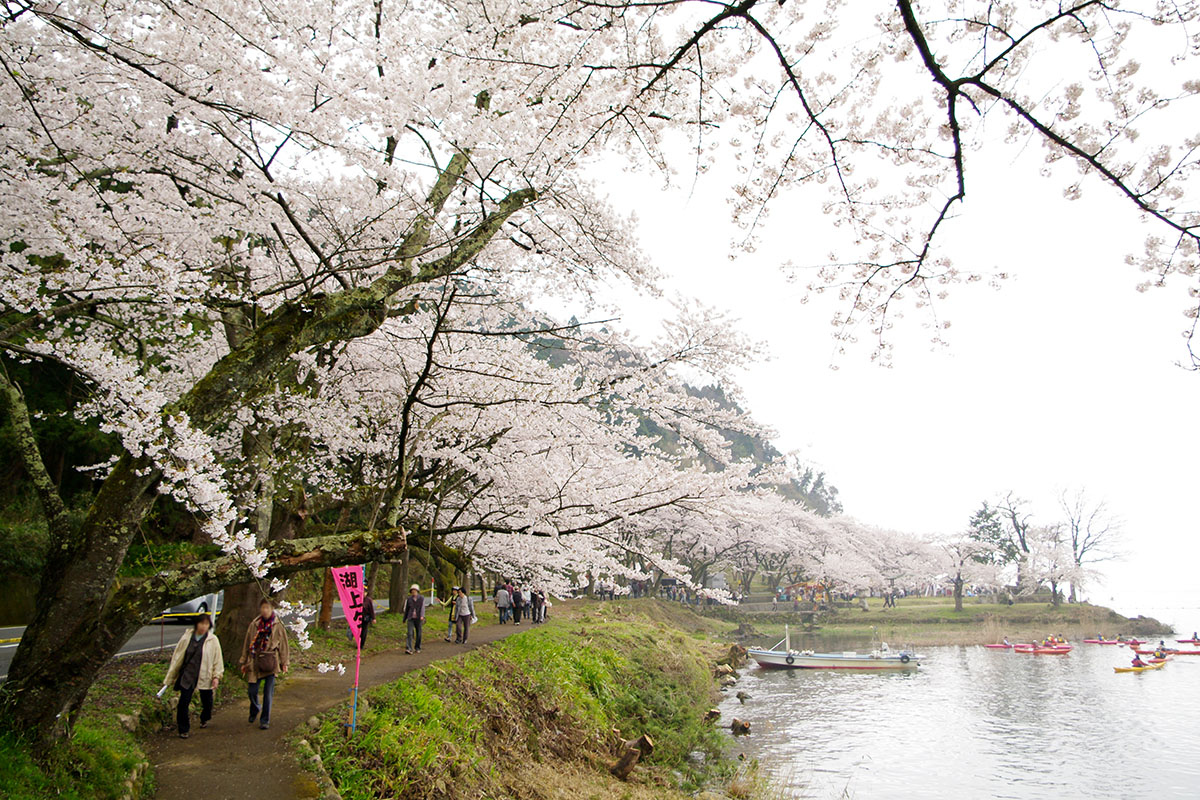
湖岸に広がる桜

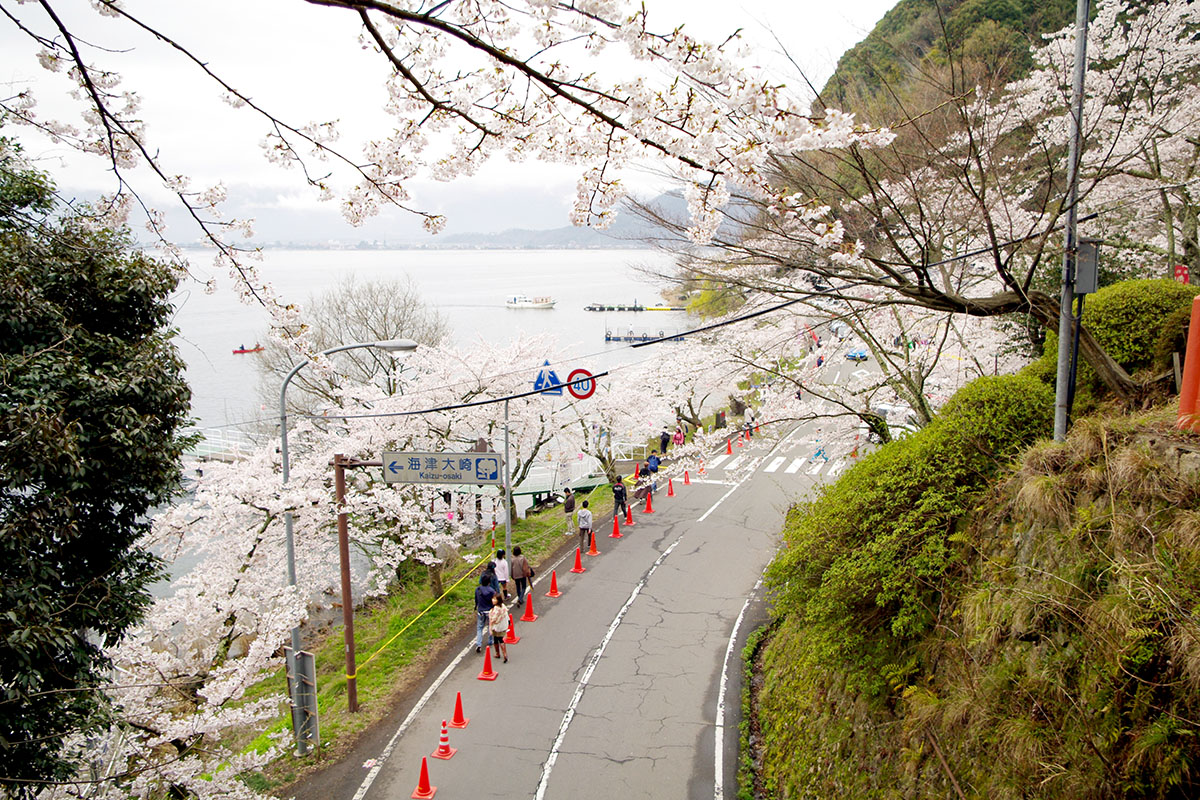
大崎寺より望む桜並木

海津大崎付近の滋賀県道557号西浅井マキノ線沿線には、多くの桜が植えられており観桜の名所となっている。1990年（平成2年）3月には「日本さくら名所100選」に選定された。
桜並木は、1936年（昭和11年）6月に大崎トンネルが完成したのを記念して海津村（現・高島市マキノ町海津）が植樹したものである。満々と水をたたえる琵琶湖の青と東山連峰の緑の間を可憐なピンクの花びらが帯状に延びる景観は、奥琵琶湖に春の訪れを告げる代表的な風物詩である。例年4月中旬には、延長約4kmにわたって約600本のソメイヨシノが咲き誇り、美しい花のトンネルを散策する多くの観光客でにぎわう。
この桜並木の誕生は、海津村による植樹に先立つこと5年前、当時滋賀県高島地方事務所に道路補修をする修路作業員として勤めていた宗戸清七（当時37歳、百瀬村（現・高島市マキノ地域）在住）が作業の合間に自費で購入した若木を植えたことに端を発する。宗戸は当時未舗装であった県道の改良や補修を日常業務としており、助手2人とリヤカーに土砂を積んで毎日巡回し、くぼみに土砂を埋めたり盛り上がっている場所を削って平らにするなどの作業に携わっていたが、重労働の疲れを癒してくれたのが、道から見える澄み切った琵琶湖と沖に浮かぶ竹生島の姿であった。愛着のある道に何か残したいと思った宗戸は、桜の並木があれば景色が華やかになると考え、自力で桜を植え始めた。
3年後に若木が花をつけはじめると村の青年団も協力しはじめ、宗戸の指示により団員がリヤカーで水や土を運び、若木がしっかりと根付くよう植樹を行ったことが、後の桜並木をつくる大きなきっかけとなった。その後も、地元の人々や観光関係者たちがこの桜並木を大切に育て、たび重なる豪雪や崖崩れによる被害のさいにも黙々と補植するなど守り続けた。海津大崎の桜も還暦を過ぎ、樹勢もかつてのような勢いはなくなってきたが、マキノ地域住民の誇りとも言うべき桜並木は大切に守り育てられ、後世に引き継がれようとしている。

### 観桜シーズンにおける渋滞対策

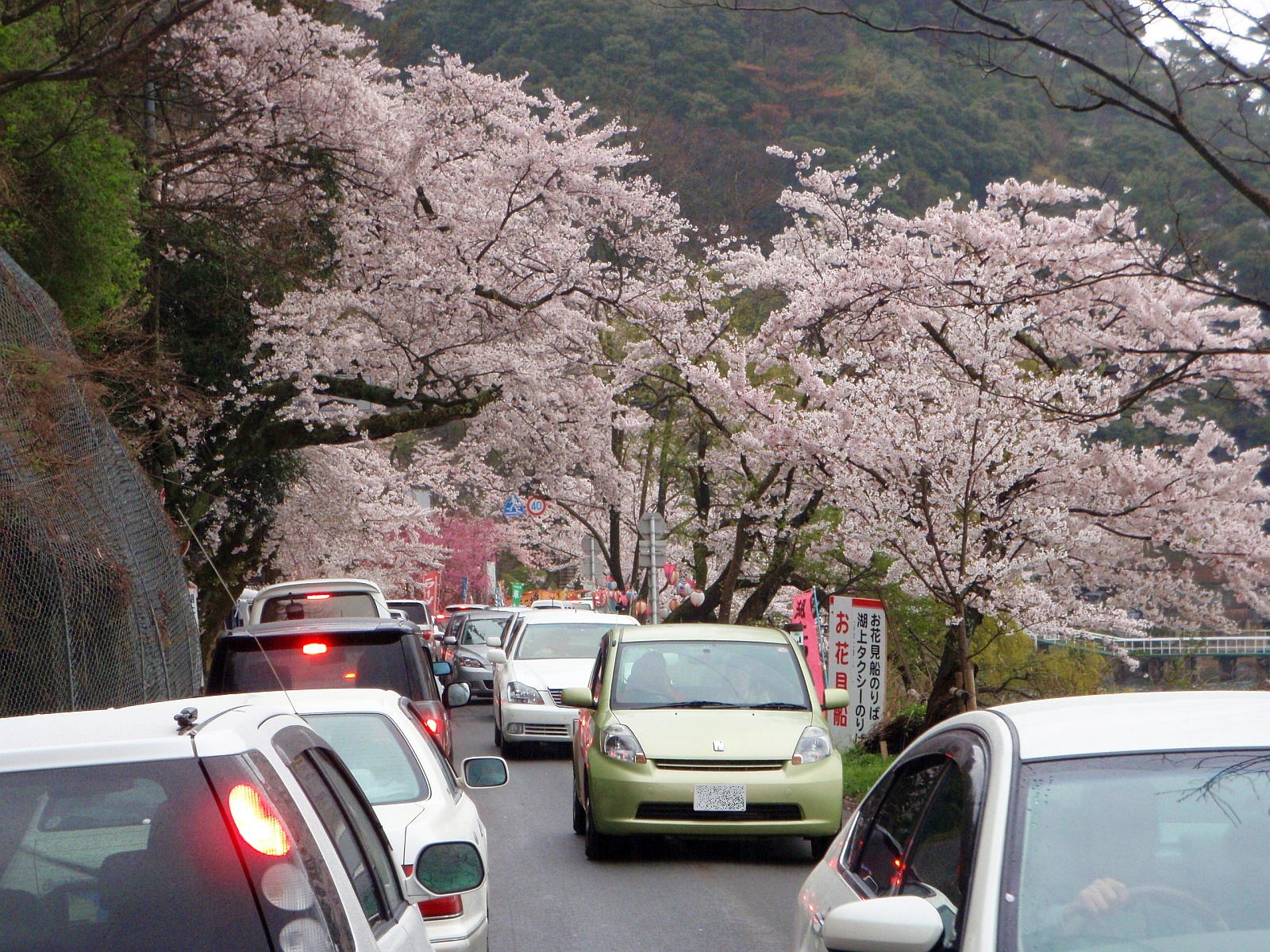
交通渋滞の様子

例年、観桜客の多くが自家用車や観光バスで乗り入れ渋滞するほか、一部の湖岸を除き歩道の整備などもなされていないため沿道は激しい混雑となる。このため高島市などでは、対策として交通規制の実施や臨時駐車場の設置および臨時の乗合バスの運行などを行っている。これらの施策は年によって詳細が異なるほか、桜の開花状況に合わせて随時変更されることもある。
一方通行規制については、近年は満開が予想される特定の週末2日間のみ実施されている。また、臨時バスの運行については一例として、臨時駐車場を設置するマキノ駅からのシャトルバスおよび、同駅および永原駅や道の駅マキノ追坂峠などとを結ぶ循環バスの運行実績などがある。なお、過去には一部区間を車両通行止としたこともあった。
鉄道においても同期間は近江今津駅にて切り離しとなる新快速の後部基本編成を前部につなぎ替え永原駅まで先行させる臨時ダイヤが組まれ、京都駅と永原駅を往復する臨時の新快速も設定される。
このほか、湖上についても多くの遊覧船のほか個人利用のカヌー・カヤックおよび小型船が集まることから、市や高島警察署では注意を喚起している。

## 見どころ
- 安土城の血天井
- 義経の隠れ岩
- 桜並木
- 岩礁
- 大崎寺

## 交通アクセス
- 湖西線（JR西日本）マキノ駅で、高島市コミュニティバスに乗り継ぎ。
  - 国境線：「海津1区」停留所下車、並木口まで徒歩で約2分[7]。
  - マキノ高原線：「海津大崎口」停留所下車、並木口まで徒歩で約6分[7]。
- 同駅から徒歩で約30分[7]。

備考
- 観桜シーズンのみ同駅などから乗合バスが運行される（先述）ほか、今津港・長浜港および海津漁港など近隣の船着場から遊覧船が運航される[8]。
- 周辺に駐車場は無いが、マキノ駅前に臨時駐車場が設けられることがある[7]。

## 周辺の観光地
- メタセコイア並木道 - マキノ高原付近にある並木道[周辺観光 1]。韓国ドラマ『冬のソナタ』の名場面に似ていることで有名になった[周辺観光 2]（車で約12分）。この並木道沿いには高島市農業公園マキノピックランドがある[周辺観光 3]。
- 菅浦 - 葛籠尾崎（）の西側の入り江に位置する湖岸集落（車で約20分）。
- 奥琵琶湖パークウェイ - 付近にある桜の名所。つづら尾崎展望台まで約17 km（車で約25分）。

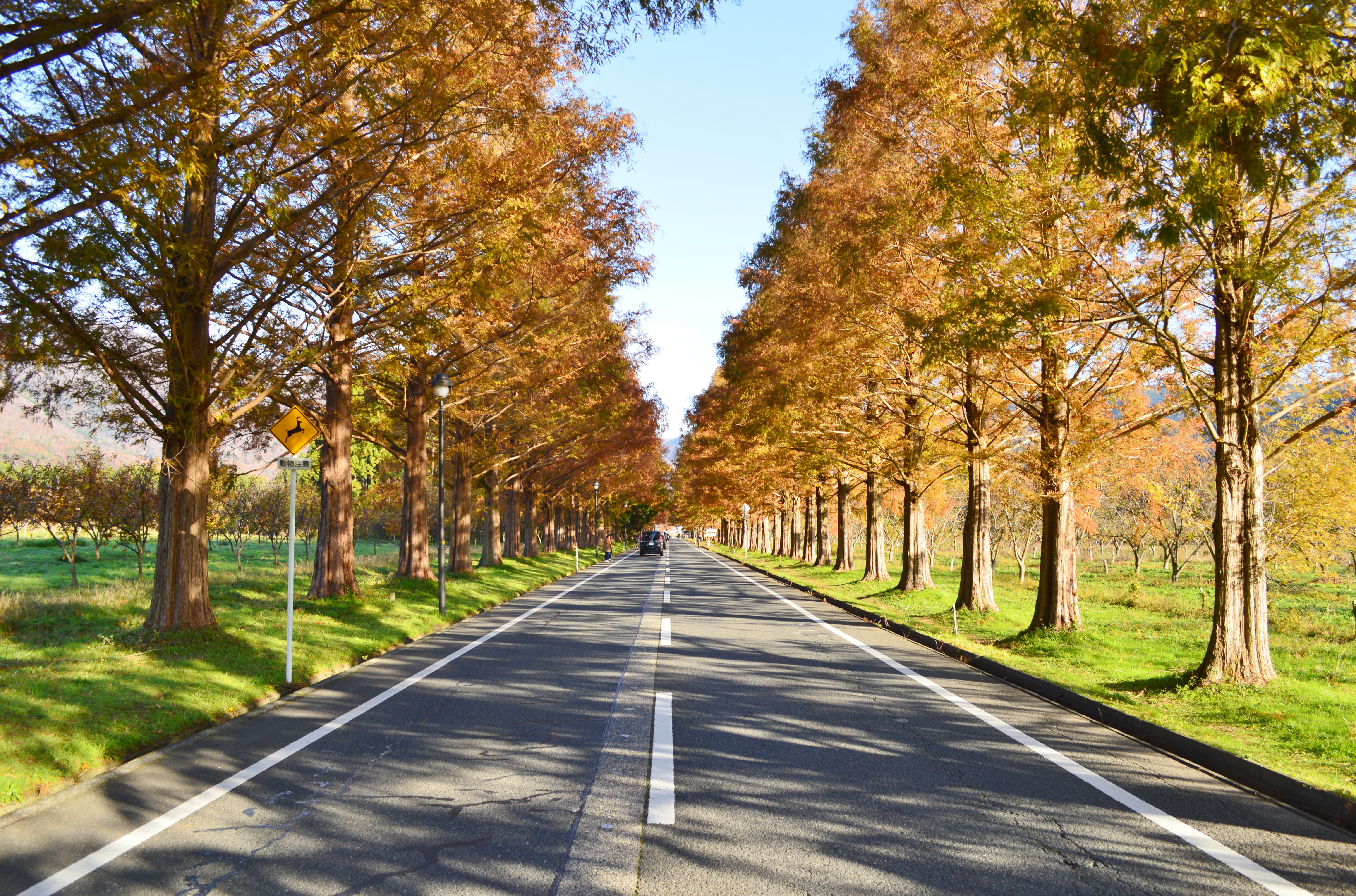
メタセコイア並木道（秋）
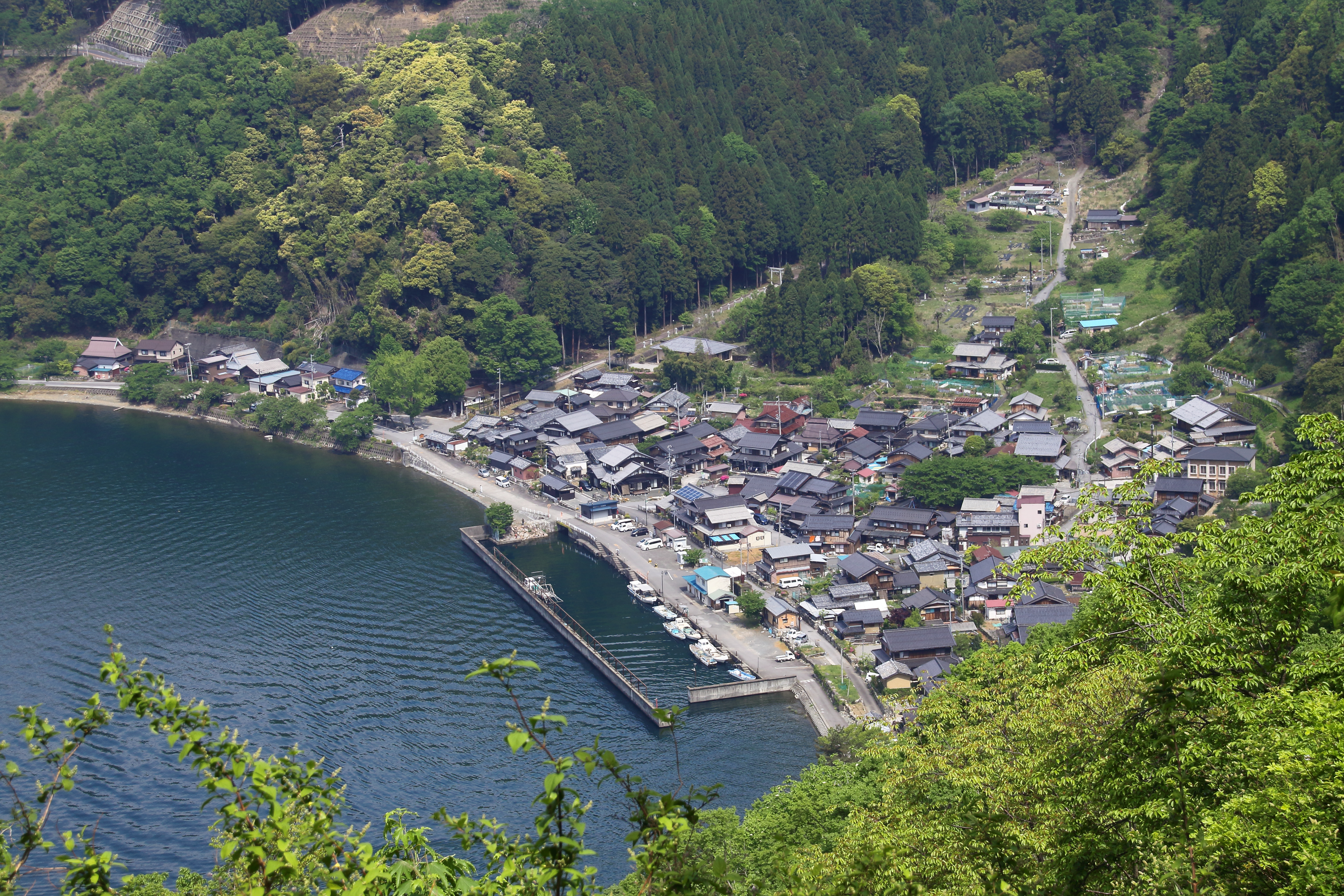
菅浦地区（俯瞰）
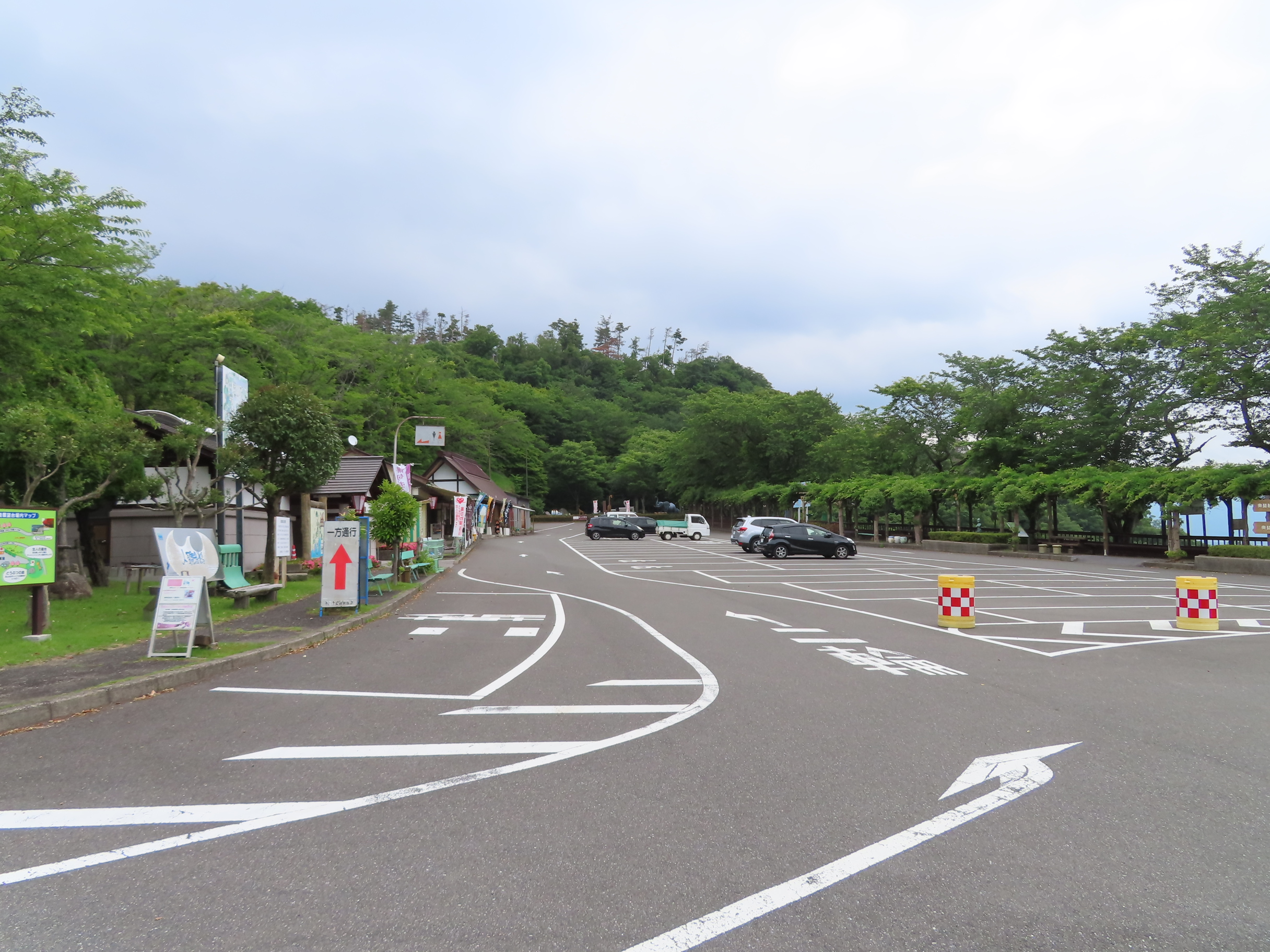
奥琵琶湖パークウェイ つづら尾崎展望台

### 記事本文

### 周辺の観光地
1. ↑  “メタセコイア並木”. びわ湖高島観光ガイド.   びわ湖高島観光協会. 2022年10月21日時点のオリジナルよりアーカイブ。2023年3月9日閲覧。
2. ↑  「「冬ソナ」効果で観光地に 黄金色のメタセコイア並木」『朝日新聞デジタル』2019年12月10日。オリジナルの2021年5月24日時点におけるアーカイブ。2023年3月9日閲覧。
3. ↑  “マキノピックランド”.   高島市農業公園マキノピックランド. 2023年3月9日閲覧。